# Pseudechiniscus pilatoi
Espèce
Pseudechiniscus pilatoi est une espèce de tardigrades de la famille des Echiniscidae. 

## Distribution
Cette espèce est endémique du Shaanxi en Chine. Elle a été découverte dans les monts Qinling.

## Étymologie
Cette espèce est nommée en l'honneur de Giovanni Pilato.

## Publication originale
- Li, 2007 : Tardigrades from the Tsinling Mountains, central China with descriptions of two new species of Echiniscidae (Tardigrada). Journal of Natural History, p. 41, no 41/44, p. 2719-2739.